# Cusio (Lombardei)
Cusio ist eine italienische Gemeinde (comune) mit 204 Einwohnern (Stand 31. Dezember 2023) in der Provinz Bergamo, Region Lombardei.

## Geographie
Cusio liegt 30 Kilometer nördlich der Provinzhauptstadt Bergamo und 70 Kilometer nordöstlich der Metropole Mailand.
Die Nachbargemeinden sind Cassiglio, Gerola Alta (SO), Ornica und Santa Brigida.